# 오부더

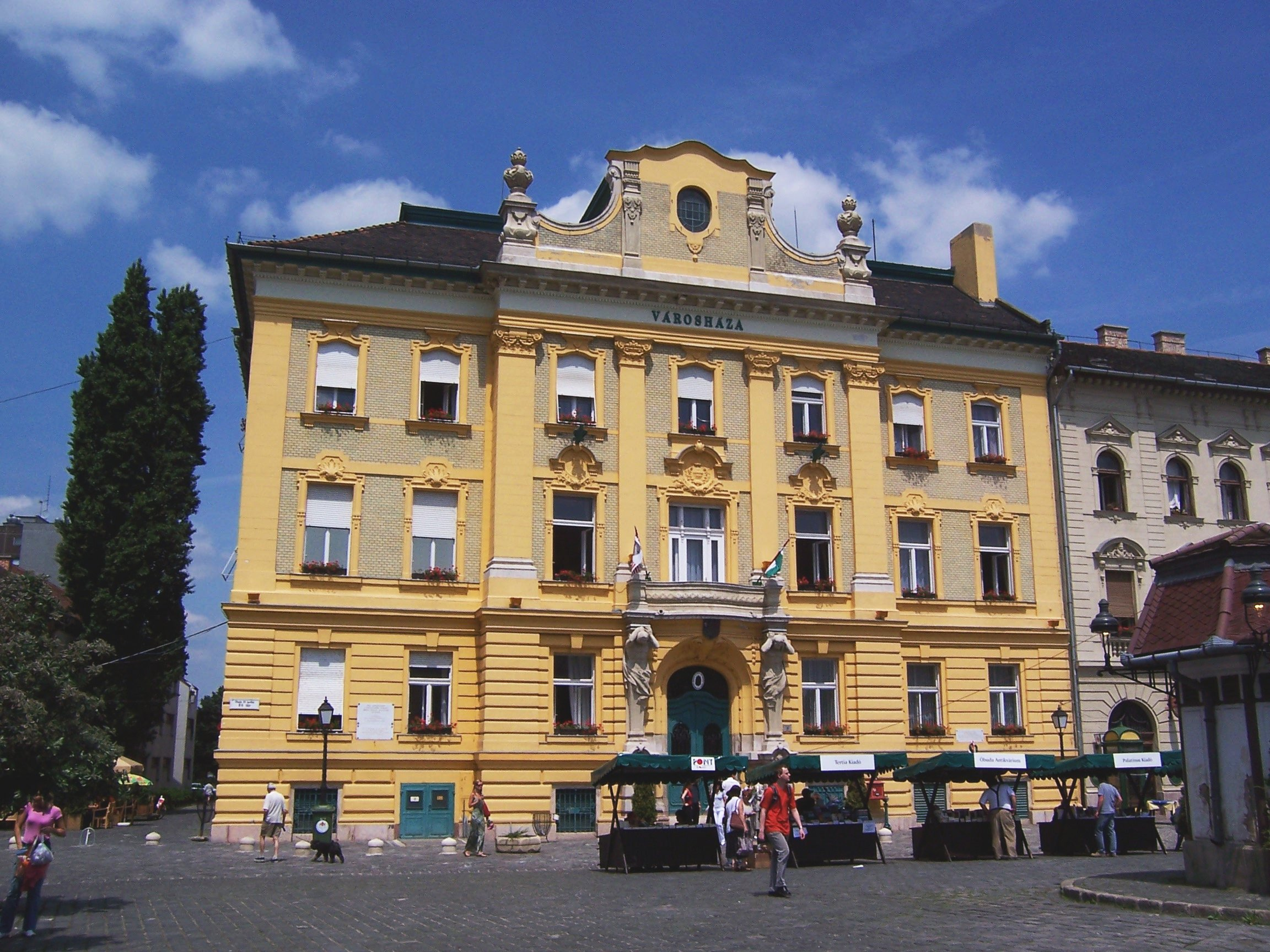
오부더베카스메제르 구청

오부더(헝가리어: Óbuda)는 부더와 페슈트와 함께 1873년 통합되어 헝가리의 수도 부다페스트를 형성한 세 도시 중 하나다. 오늘날 오부다는 베카스메게르와 함께 도시의 3번째 구역(오부더베카스메제르)을 형성하지만, 이 지명은 때때로 북부 부다 전체를 지칭하기도 한다.
오부더 옆 다뉴브강에 위치한 오부더섬에서는 연례 음악 축제인 시게트 페스티벌이 개최되고 있다.

## 역사
오부더에서는 석기 시대로 거슬러 올라가는 정착지가 발견되었다. 로마인들은 그곳에 판노니아 지방 의 수도인 아퀸쿰을 건설했다. 헝가리인들은 900년 이후에 도착했고, 이곳은 나중에 왕이 되는 주요 부족 지도자들의 중요한 정착지 역할을 했다. 이곳은 왕실과 교회의 기초가 있는 곳이었다. 벨러 4세는 1241~42년 몽골의 침략 이후 오부더에서 약간 남쪽에 있는 부더에 새로운 수도를 건설했다. 14세기에 오부다에는 클라라 수녀원도 있었다.